# Chirurgia odontostomatologica
La chirurgia odontostomatologica o orale è una branca della chirurgia.
Include anche l'implantologia e la parodontologia. A seconda delle normative vigenti nei vari Paesi può essere operata da medici-odontoiatri, da chirurghi maxillo-facciali o da medici-chirurghi in possesso di un diploma specialistico in campo odontoiatrico.

## Approccio al paziente
La conoscenza delle patologie sistemiche e la manifestazione orale delle stesse sono aspetti fondamentali di cui tener conto prima della formulazione di un piano di trattamento chirurgico orale. Questo deve essere compatibile con lo stato generale del paziente. Tenendo conto delle correlazioni fra odontoiatria e medicina è pertanto possibile e doveroso attuare protocolli di trattamento specifici per le situazioni mediche più frequenti. Particolare rilievo assumono l'approccio psicologico del paziente, la gestione delle malattie infettive e la prevenzione del rischio infettivo fra le persone che compongono l'equipe odontoiatrica, la gravidanza e l'allattamento, l'osteo-necrosi da bisfosfonati. Infine, i soggetti diversamente abili necessitano di protocolli di trattamento specifici suddivisi in base alla collaborazione o non collaborazione del paziente, alla malattia sistemica, alla problematica di tipo psicologico.

## I fondamenti chirurgici
I principi della disciplina associano i fondamenti chirurgici di base e l'approfondimento di tutto ciò che interessa specificamente la terapia chirurgica orale.  I fondamenti includono l'anatomia, l'anestesia locale, la preparazione del campo operatorio, gli accessi chirurgici, le tecniche di sutura, la guarigione dei tessuti. È inoltre necessario includere gli argomenti di medicina legale, di consenso informato, di cartella clinica, di dimissione del paziente.

### Anatomia orale chirurgica
Le strutture anatomiche coinvolte più frequentemente in chirurgia orale appartengono allo splancnocranio. Il chirurgo orale possiede conoscenza dettagliata della regione mascellare, della regione mandibolare, del pavimento orale, della lingua, del vestibolo, della regione geniena, delle labbra, delle ghiandole salivari maggiori. Inoltre conosce i muscoli masticatori e i muscoli mimici. 
La maggior parte della testa e della faccia riceve sangue dalla arteria carotide comune attraverso la arteria carotide esterna. La circolazione venosa costituisce il circolo refluo della faccia e confluisce nella vena giugulare interna. Il drenaggio linfatico è tributario dei gruppi linfoghiandolari del collo. Il nervo trigemino è la branca sensitiva per eccellenza della regione facciale.
La cavità orale costituisce l'apertura più rostrale del tratto digerente e contribuisce alla funzione masticatoria, fonatoria e respiratoria.

### Le tecniche anestesiologiche
L'anestesia orale è una pratica determinante in odontoiatria. Essa è preliminare a qualunque procedura di chirurgia orale.

## Metodiche chirurgiche e patologia orale chirurgica
La chirurgia orale si occupa di:
- estrazioni dentarie semplici e complesse
- avulsione di elementi inclusi
- germectomie
- trattamento delle anomalie di eruzione
- asportazione dei frenuli labiali
- periodontiti apicali (endodonzia chirurgica)
- neoformazioni cistiche
- neoplasie odontogene
- neoplasie non odontogene
- biopsie ai fini di valutazione istopatologica
- scialolitiasi
- traumatologia dento-alveolare
- infezioni orofacciali
- implantologia
- rialzo del pavimento del seno mascellare
- rigenerazione ossea

La terapia parodontale chirurgica rappresenta anch'essa una parte della chirurgia odontostomatologica ma altamente specialistica. Essa può essere distinta in:
- terapia di accesso conservativa (esempio su difetti di tasca conservati a 3 pareti residue)
- terapia di accesso resettiva (esempio su difetti di tasca molto poco conservati e irregolari a 1 parete residua, crateri interprossimali e lesioni delle forcazioni)
- terapia di accesso rigenerativa (sia su difetti di tasca contenitivi che su difetti di tasca non contenitivi, indicazioni principali sono rappresentate da lesioni infra-ossee e difetti di forcazione di 2 grado mandibolari)
- terapia muco-gengivale (estetica, pre-protesica, funzionale per il trattamento delle sindromi da ipersensibilità dentinale a radice esposta)

## Farmacoterapia
La chirurgia orale prevede l'impiego di antibiotici sia in profilassi che in terapia. Per la prevenzione ed il controllo dell'infiammazione post-operatoria e per il trattamento in urgenza dello shock, la chirurgia prevede l'utilizzo di cortisonici. È da ricordare inoltre la terapia analgesica da dolore nocicettivo.